# Anolis altae
Espèce
Synonymes
- Norops altae (Dunn, 1930)
- Anolis achilles Taylor, 1956

Statut de conservation UICN

 LC  : Préoccupation mineure
Anolis altae est une espèce de sauriens de la famille des Dactyloidae. 

## Répartition
Cette espèce est endémique du Costa Rica. Elle se rencontre de 1 500 à 2 230 m d'altitude.

## Publication originale
- Dunn, 1930 : Notes on Central American Anolis. Proceedings of the New England Zoological Club, vol. 12, p. 15-24.